# Benno Voelkner
Benno Gustav Voelkner (* 3. September 1900 in Ohra, Danzig; † 21. Januar 1974 in Schwerin) war ein deutscher Schriftsteller.

## Leben
Benno Voelkner war der Sohn eines Malers, der in der SPD und gewerkschaftlich aktiv war. Seine Schwester war die kommunistische Widerstandskämpferin Käte Voelkner. Nach dem Besuch der Volksschule absolvierte Voelkner eine Ausbildung als Klempner. Von 1917 bis 1918 nahm er als Soldat am Ersten Weltkrieg teil. Anschließend arbeitete er als Bergmann im Ruhrgebiet. 1920 nahm er als Mitglied des Arbeiterbataillons „Karl Liebknecht“ an der Niederschlagung des Kapp-Putsches teil. Voelkner wurde zu acht Jahren Zuchthaus verurteilt, entzog sich jedoch der Verbüßung dieser Haftstrafe durch Flucht in den Freistaat Danzig. Da er dort keine Aufenthaltserlaubnis erhielt, führte er in den darauffolgenden Jahren ein unstetes Wanderleben. Er hielt sich u. a. in Skandinavien, den Niederlanden und von 1927 bis 1929 in den Vereinigten Staaten auf. Nachdem die Haftstrafe im Rahmen einer Amnestie aufgehoben worden war, kehrte er nach Danzig zurück und arbeitete dort als Maler und Kraftfahrer. Hier unternahm er auch erste schriftstellerische Versuche.
Nach der nationalsozialistischen „Machtergreifung“ war Voelkner, der inzwischen der KPD angehörte, im Widerstand aktiv. Gleichzeitig wurde er Mitglied der Reichsschrifttumskammer, was ihm die Veröffentlichung seiner ersten Bücher im nationalsozialistischen Deutschen Reich ermöglichte. Ab 1939 war Voelkner Mitglied der NSDAP (#7.278.519). Spätere Ermittlungen des Ministeriums für Staatssicherheit bezweifelten Voelkners Angaben, kamen aber zu keinem Ergebnis.
In der Endphase des Zweiten Weltkrieges leitete Voelkner 1945 einen Flüchtlingstreck von Danzig nach Mecklenburg. Er wurde erneut Mitglied der KPD und war Bürgermeister der mecklenburgischen Gemeinde Krakow am See. Nach der Zwangsvereinigung von SPD und KPD in der Sowjetischen Besatzungszone im Jahre 1946 war Voelkner Kreissekretär der SED auf Rügen, daneben gehörte er von 1949 bis 1950 der HO-Landesleitung des Landes Mecklenburg an. Ab 1950 lebte er als freier Schriftsteller in Schwerin. Von 1962 bis 1967 gehörte er der SED-Bezirksleitung Schwerin an.
Voelkner war Verfasser von Romanen und Erzählungen, die vorwiegend im dörflichen Milieu Mecklenburgs angesiedelt sind und unter anderem Probleme der Integration von Vertriebenen in die DDR-Gesellschaft (Die Tage werden heller) und der Bodenreform (Die Leute von Karvenbruch) schildern.
Voelkner war Mitglied des Schriftstellerverbandes der DDR.

## Auszeichnungen
- 1956 und 1960: Fritz-Reuter-Preis des Bezirks Schwerin
- 1957: Nationalpreis der DDR III. Klasse für den Roman Die Leute von Karvenbruch
- 1960: Literaturpreis des FDGB
- 1965: Johannes-R.-Becher-Medaille.

## Werke
- Leben um Leben, Leipzig 1938
- Die drei Gerechten, Leipzig 1939
- Der blaue Diamant, Leipzig 1940
- Das Geheimnis des Negers, Leipzig 1940
- Jacob Ow, Schwerin 1951
- Die Tage werden heller, Schwerin 1952
- Zinneck und Lulu, Schwerin 1954
- Die Leute von Karvenbruch, Schwerin 1955
- Die Liebe der Gerda Hellstedt, Berlin 1957
- Das Tal des zornigen Baches, Berlin 1957
- Die Bauern von Karvenbruch, Berlin 1959
- Die Bauern und die Herren von Oertzen, Schwerin 1960
- Die Schande, Rostock 1965